# Pluvianellus socialis
El pluvial magallánico, chorlito de Magallanes, chorlito ceniciento o chorlo de Magallanes (Pluvianellus socialis) es una especie de ave Charadriiforme de la familia Pluvianellidae propio del extremo sur de Sudamérica; es único de su género y raro dentro del suborden Charadrii. Es una especie no migratoria, aunque algunos individuos se mueven algo más al norte en el sur de Argentina durante el invierno.

## Taxonomía y filogenia
Fue durante mucho tiempo ubicada en el clado Charadriidae, sin embargo, evidencia en el comportamiento sugerían que esta especie era distinta. Finalmente, estudios moleculares situaron al pluvial magallánico como la especie hermana de las palomas antárticas (Chionidae). Por lo tanto, se le ha asignado una familia monotípica, Pluvianellidae.

## Descripción

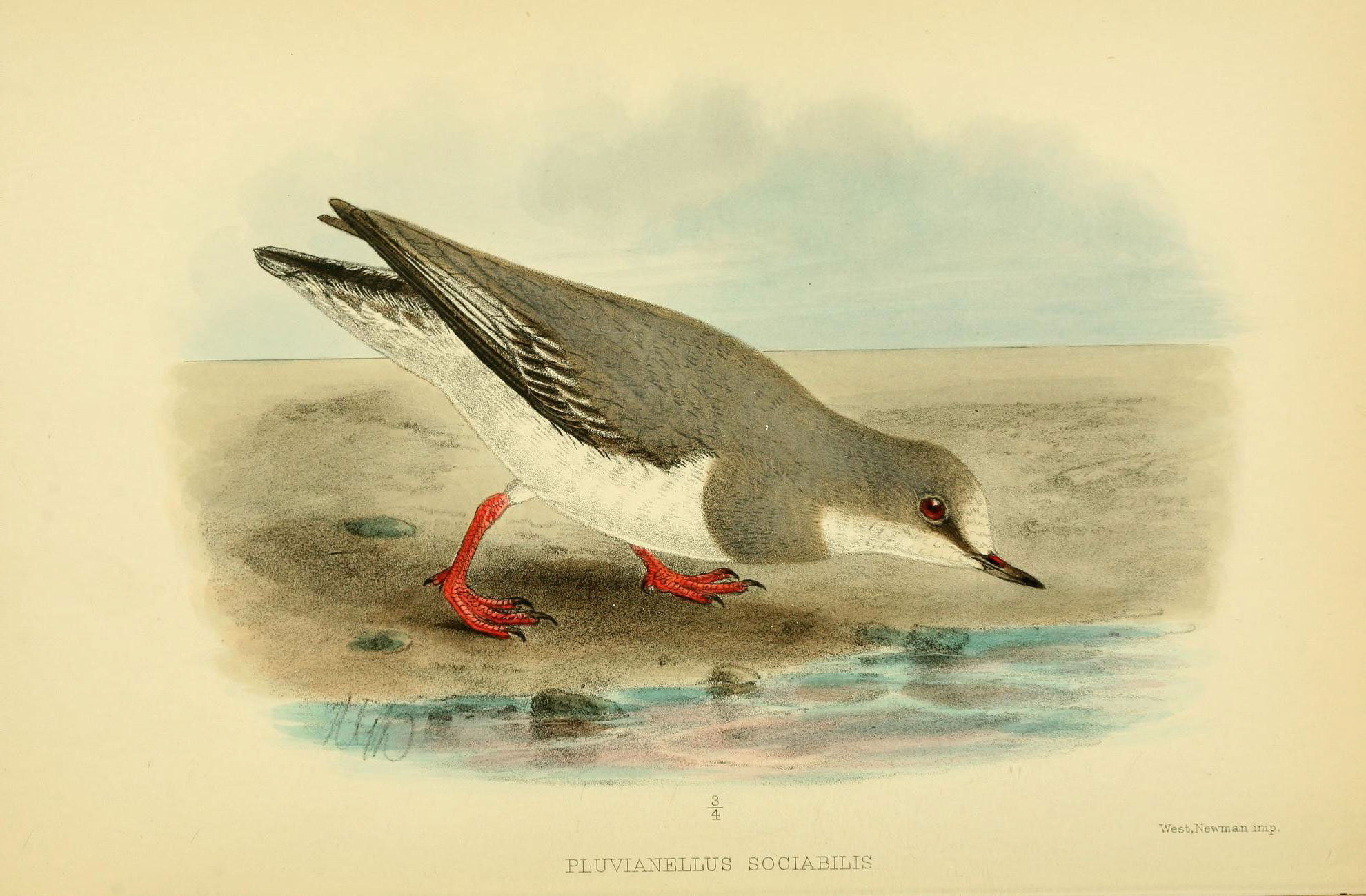
Ilustración en The birds of Tierra del Fuego por Richard Crawshay

Esta especie es en su estructura y sus hábitos muy parecida a un vuelvepiedras (Arenaria interpres), pero no se puede confundir con ninguna otra especie en Charadrii. Sus partes superiores y el pecho son de color gris pálido y el resto de las inferiores son blancas. Tiene patas cortas, rojas, el pico negro y los ojos rojos. Los jóvenes tienen los ojos y las patas de color amarillento. Su llamado es un ‘cuu’ como el de una paloma.

## Comportamiento
Su reproducción es cercana al agua, poniendo dos huevos grandes sobre el suelo, aunque suele sobrevivir sólo uno de los polluelos.
Se alimentan de pequeños invertebrados, tomados del suelo o de abajo de piedras pelonas, como mismo hacen los revuelvepiedras
En la provincia de Santa Cruz en Argentina fue declarado monumento natural provincial mediante la ley n.º 3373 sancionada el 12 de junio de 2014.